# سباق باريس روبيه 1944
طواف باريس 1944 هو سباق دراجات هوائية أقيم بتاريخ 9 أبريل، تكون السباق من مرحلة واحدة، وامتدّ لمسافة 246 كم، وبسرعة 39.897 كم/س، استغرق السباق 6 ساعات و09 دقيقة و57 ثانية.